# Marvel 2099
Marvel 2099 fue una línea editorial de Marvel Comics iniciada en 1992, en la que se mostraba el futuro oficial del Universo Marvel por aquel entonces y que hoy se le conoce como Tierra-928 dentro del Multiverso Marvel, sin embargo, ha quedado claro en Superior Spider-Man #17-20, que 616 es una versión atrasada por 86 años del 2099.

## Desarrollo
Es un universo futurista donde todos los superhéroes y supervillanos han desaparecido tras unos misteriosos sucesos conocidos como la gran purga y donde el mundo es dominado por megacorporaciones como Alchemax.
Poco a poco, a finales del siglo XXI van apareciendo super héroes con las mismas características y poderes de los del pasado y algunas características nuevas. Los superhéroes que fueron apareciendo son:
- Spider-Man 2099
- Ghost Rider 2099
- Punisher 2099
- Hulk 2099
- Doom 2099.

También aparecieron grupos de superhéroes como:
- Fantástic Four 2099
- X-Men 2099
- X-Nation 2099.

Finalmente, hubo héroes totalmente nuevos como:
- Ravage 2099.

## Personajes
- Spider-Man 2099/Miguel O'Hara:

Miguel O'Hara es un joven científico de origen mexicano que trabaja para la corporación Alchemax en un proyecto para crear seres humanos mejorados genéticamente, inspirándose en las habilidades del Spider-Man del siglo XX. Pese a su oposición a realizar pruebas en humanos en una fase tan temprana de sus investigaciones, la empresa le presiona para que demuestre sus avances con un voluntario, un reo condenado a 40 años de cárcel. Tal y como temía Miguel, el preso se transforma en un ser deforme que, aunque posee una gran fuerza, muere instantes después de que su estructura genética haya sido alterada. Tras este hecho Miguel presenta la dimisión ante su jefe, Tyler Stone. Éste intenta persuadirle intoxicándole con Rapture sin que lo sepa. Así, Stone le hace saber que desde ese momento es adicto a dicha sustancia, y que su corporación es la única distribuidora legal de la misma, por lo cual debería reconsiderar su idea de marcharse. En un intento de librarse de la adicción a la droga, Miguel se cuela por la noche en su laboratorio para modificar su estructura genética y eliminar el Rapture de su organismo. Entonces, Aaron Delgado, un colega de laboratorio, envidioso de su trabajo y harto de los ultrajes a los que le sometía Miguel, altera los parámetros del ADN que había introducido Miguel y los mezcla con el ADN del proyecto para crear súper humanos con poderes similares a Spiderman. Al ser manipulado el sistema, tiene lugar una explosión y de entre el humo surge Miguel luciendo unas garras y unos colmillos amenazadores. Aaron, presa del pánico, comienza a dispararle causando otra explosión, esta vez mayor. La fuerza de esta le arroja al vacío y aunque Miguel le agarra en el último instante, no puede evitar que caiga. Miguel logra huir de las fuerzas del orden ("El Ojo Público") gracias a sus nuevas habilidades y la ayuda de un thorita (fanático religioso que predica por las calles el Advenimiento del legendario Thor), que le proporciona un pedazo de tela que le permite planear.
Ya en su hogar, gracias a su visión mejorada, puede ver cómo se acerca a su piso Venture, un cyborg contratado por Alchemax para investigar lo sucedido en el laboratorio. Temiendo que pueda llegar hasta su casa y averiguar que estuvo implicado en la explosión del laboratorio, Miguel se enfunda la única ropa que no puede romper con sus garras, un disfraz del Día de los Muertos de México, y adhiere el trozo de tela que le entregó el thorita a su espalda. De esta manera, se enfrenta a Venture alejándolo de su casa para proteger su identidad.
Se desencadena una pelea por toda la ciudad mientras Miguel va desarrollando sus habilidades y descubriendo otras nuevas, como que sus antebrazos pueden generar y lanzar telas de araña.
Aunque la batalla se decanta a favor de Miguel, este se encuentra ahora perseguido por "El Ojo Público", investigado por Alchemax y con su vida destrozada. Intentará arreglar la situación y vengarse de Tyler Stone y Alchemax, adoptando el papel de Spiderman en esta época.
- Hulk 2099/John Eisenhart:

John Eisenhart, un empleado de una megacorporación que tras ser bombardeado accidentalmente por rayos gamma, se convierte en una enorme bestia verde de fiero aspecto y terrible fuerza. El personaje, conocido como Hulk 2099
- Fantastic Four 2099:

Este equipo futurista, a diferencia de todos los otros superhéroes del 2099, en realidad son los Cuatro Fantásticos, quienes durante la gran purga, mientras huno un terrible terremoto que acabó con parte de los héroes, el Edificio Baxter se estaba derrumbando, y Reed le ordena a Sue que saque a todos del edificio, sin embargo, mientras revisaban que no hubiese nadie, el edificio se empieza a derrumbar, pero no sin que Reed active con lo que queda de energía del edificio, la máquina del tiempo, pero con un año al azar, mientras que pierden comunicación con todos, Reed sabe que no habrá marcha atrás, así que se despide con un Voy a extrañar este lugar.
Mientras viajaban en el agujero de gusano, tienen visiones del origen de todos los Super héroes 2099, y, en el 2099, re-aparecen ellos en una gran gráter, y Richards teoriza, que están en donde el edificio Baxter estuvo hace años, sin embargo, H.E.R.B.I.E. se desactivó durante el viaje.
Para saber en qué año están, viajan en su Fantastic-Movile, pero unos robots de Alchemax los persiguen, y H.E.R.B.I.E intenta conectarse a ellos, pero su tecnología es tan avanzada, que truenan a H.E.R.B.I.E, y la antrorcha Humana fríe a todos los robots, y visitan un lugar en escombros, donde se desconoce de donde viene, y los 4 reconocen el lugar, que resulta ser The Daily Bugle, el lugar donde Peter Parker trabajaba, y leen periódicos viejos de la gran purga, y leen uno virtual del 2099.
Orientándose, los 4 se percatan de que el Edificio Baxter fue clausurado por Alchemáx mientras ellos no estaban. Reed concluye que sin el edificio Baxter no podrán viajar en el tiempo para cambiar las cosas, pero para entonces, su ropa está destruida, se ponen unos diferentes, y re instalan a H.E.R.B.I.E en unas versión más futurística, usando como base tecnológica la de los robots Alchemáx, ahora, usando su nombre de siempre, luchan contra la injusticia como Fantastic Four 2099

## En otros medios

### Televisión
- En el episodio de la segunda temporada de Iron Man: Armored Adventures "Iron Man 2099", Andros Stark (nieto de Tony Stark del año 2099) viaja en el tiempo para advertir a Tony que creará una IA llamada Vortex que destruiría a la mayor parte de la humanidad. Para evitar esto, usa su armadura altamente avanzada para matar a Tony. Tony escapa, y obliga a Andros a aliarse con Justin Hammer (quien es conocido como un héroe en el año 2099) mientras Hammer lo manipula para atacar al Helicarrier de S.H.I.E.L.D. para preservar su propio futuro exitoso. Andros lucha contra Iron Man, Hawkeye y S.H.I.E.L.D., hasta que mata a Tony, pero no sin ser infectado por un virus que Tony creó para cerrar su armadura. Andros se da cuenta de que este virus evolucionará a Vortex, y se da cuenta de que su propia interferencia está condenada el año 2099. Usando el poder sobrante de su armadura, retrocede en el tiempo para evitar matar a Tony, y Tony evita que Andros se infecte, cambiando con éxito el futuro en un lugar mejor, con Andros sin existir. Además, el periódico de alta tecnología que Andros Stark le da a Justin Hammer cambia donde revela que el mayor Justin Hammer ha sido arrestado por un crimen desconocido, para enojo de Justin Hammer.
- En el episodio de Ultimate Spider-Man: Web Warriors, "El Univers-Araña, Parte 1", el universo Marvel 2099 aparece como el primero de los seis universos paralelos en los que termina Spider-Man, debido a que el duende verde se está robando el Sitio Peligroso de S.H.I.E.L.D. y lo alimenta. usando Electro a viajar a través del multiverso y reunir el ADN de varios Spider-Men alternativos. Esta versión de 2099 también tiene su versión de J. Jonah Jameson que habla sobre Spider-Man 2099. Mientras busca al Duende Verde, Spider-Man se encuentra con Spider-Man 2099, que está considerando abandonar su carrera de superhéroe debido a los villanos que las caras siempre regresan y termina confundiendo a Spider-Man con un impostor. Después de una breve pelea, los dos son atacados por el Duende Verde, quien obtiene el ADN de Spider-Man 2099, intenta demoler una torre cercana y huye al siguiente universo paralelo. Los dos Spider-Men se las arreglan para evitar que la torre caiga gracias a sus habilidades combinadas, y Spider-Man 2099 está convencido por su contraparte anterior de no darse por vencido y continuar su carrera como superhéroe. Después de despedirse de su homólogo de 2099, Spider-Man sigue al Duende Verde al próximo universo alternativo.
- En el episodio de Avengers: Ultron Revolution, "La Familia Zemo", presenta a un descendiente lejano de los Zemo que es del año 2099.

### Película
- Spider-Man 2099 y Tierra-928 hacen apariciones especiales en la escena poscréditos de Spider-Man: Into the Spider-Verse (2018), con Spider-Man 2099 con la voz de Oscar Isaac.[1]
- Spider-Man 2099, Nueva York y Tierra-928 aparecen en Spider-Man: Across the Spider-Verse (2023), con Spider-Man 2099 nuevamente con la voz de Oscar Isaac.[2]
- Deadpool 2099 (Warda Wilson) aparece en Deadpool & Wolverine (2024) como miembro del Deadpool Corps.

### Videojuegos
- Un videojuego planificado para la PlayStation de Sony, titulado Marvel 2099: One Nation Under Doom, fue muy promocionado. Pero aunque la producción había comenzado y se había desarrollado hasta un punto de jugabilidad, el título nunca fue lanzado comercialmente.
- Spider-Man 2099 es un disfraz desbloqueable en Spider-Man, Spider-Man 2: Enter Electro, la edición de Wii de Spider-Man: Web of Shadows, Amazing Spider-Man y Amazing Spider-Man 2.
- Ghost Rider 2099 es un disfraz desbloqueable en el juego de inmovilización de la película Ghost Rider , y un disfraz descargable en Ultimate Marvel vs. Capcom 3.
- La realidad de Marvel 2099 aparece en el videojuego Spider-Man: Shattered Dimensions como una de las cuatro realidades que se ven afectadas por la destrucción de un artefacto antiguo, la Tableta del orden y el Caos. Madame Web contacta a los Hombres Araña de las cuatro realidades para volver a armar la tableta, o de lo contrario los cuatro mundos serían destruidos. Spider-Man 2099 aparece con algunas partes del juego en caída libre y una Visión acelerada que hace que todo parezca más lento. En el juego, se enfrenta a la versión Timestorm 2009-2099 de Escorpión, a una doctora Octopus y a un loco Hobgoblin . La versión para Nintendo DS también tiene una versión 2099 de Silvermane. El jugador también puede desbloquear tres disfraces alternativos para 2099 (Flipside, Spider-Armor y Iron Spider).
- La realidad de Marvel 2099 reaparece en Spider-Man: Edge of Time. En el juego, un científico de 2099 llamado Walker Sloan retrocede en el tiempo para iniciar Alchemax en la década de 1970. Como resultado, el mundo de 2099 se convierte en un mundo en el que Alchemax gobierna Nueva York. Spider-Man 2099 es consciente de que esto ha evitado que se vea afectado por la historia alterada, ya que estaba dentro del portal cuando se produjo el cambio. Spider-Man 2099 descubre que debido a esta acción, Amazing Spider-Man será asesinado a manos de un Anti-Venom con lavado de cerebro. Spider-Man 2099 se pone en contacto con Amazing Spider-Man para informarle sobre esto, y los dos se unen una vez más para intentar corregir la línea de tiempo. Durante el juego, una versión 2099 de Black Cat aparece como un jefe que inicialmente afirma ser el original que usa drogas antienvejecimiento, pero luego se confirma que es un clon. El CEO de Alchemax es una versión de futuro insana de Peter Parker que intenta controlar el poder cuántico del portal para cambiar la historia. Además, la versión de Nintendo DS tiene 2099 versiones de alta tecnología de Arcade, Big Wheel y una Overdrive femenina.
- La Antorcha Humana 2099 de la historia " Timestorm 2009-2099 " y Hulk 2099 son disfraces en Marvel Heroes.
- Spider-Man, Goblin, Venom, Flipside y otros de 2099 aparecen como personajes jugables y jefes en el título móvil Spider-Man Unlimited, y el New York 2099 aparece en un evento especial.
- El 2099 de Spider-Man, Capitán América, Black Widow, y Iron-Man aparecen como personajes jugables en el título móvil Marvel Future Fight.
- Punisher 2099 aparece como un personaje jugable en el título móvil Marvel: Contest of Champions. Esta versión proviene de un 2099 gobernado por HYDRA.
- El 2099 de Spider-Man, Capitán América y Ghost Rider aparecen en el título móvil Avenger's Academy.
- Nueva York y el universo Marvel 2099 aparecen en Lego Marvel Super Heroes 2, Nueva York es utilizada por Kang el Conquistador para formar Chronopolis. El 2099 de Spider-Man, Capitán América, Hulk, Goblin, Electro y Venom son personajes jugables.